# Сандер Берге
Сандер Берге (норв. Sander Berge, нар. 14 лютого 1998, Берум) — норвезький футболіст, півзахисник англійського клубу «Фулгем» та національної збірної Норвегії.

## Клубна кар'єра
Народився 14 лютого 1998 року в місті Берум. Вихованець футбольної школи клубу «Аскер». Дорослу футбольну кар'єру розпочав 2013 року в основній команді того ж клубу, в якій провів два сезони, взявши участь у 8 матчах чемпіонату третього за рівнем дивізіону Норвегії.
Своєю грою за цю команду привернув увагу представників тренерського штабу вищолігового клубу «Волеренга» з Осло, до складу якого приєднався 2015 року. 11 липня 2015 дебютував в норвезькому Елітсеріан в поєдинку проти «Саннефйорда». У дебютному сезоні провів 11 зустрічей, в шести з них виходив у стартовому складі, а у наступному чемпіонаті 2016 року став твердим гравцем основного складу.
У січні 2017 року він підписав 4.5-річний контракт з бельгійським «Генком», де мав замінити Вілфреда Ндіді, що саме покинув клуб. Станом на 10 грудня 2018 року відіграв за команду з Генка 47 матчів в національному чемпіонаті.
30 січня 2020 року було оголошено про перехід Берге до англійського клубу Шеффілд Юнайтед.
Сезон 2023/24 Берге провів в клубі Прем'єр-ліги «Бернлі» але його клуб вилетів з АПЛ і серпні 2024 року півзахисник перейшов до «Фулгема», з яким підписав контракт на п'ять років.

## Виступи за збірні
2013 року дебютував у складі юнацької збірної Норвегії, взяв участь у 23 іграх на юнацькому рівні, відзначившись 5 забитими голами.
Протягом 2016 року залучався до складу молодіжної збірної Норвегії. На молодіжному рівні зіграв у 2 офіційних матчах.
27 березня 2017 року дебютував в офіційних матчах у складі національної збірної Норвегії в грі відбіркового етапу до чемпіонату світу 2018 року з Північною Ірландією (0:2).
| Дата       | Місто      | Господарі         | Результат | Гості             | Турнір                               | Голи | Примітки |
| ---------- | ---------- | ----------------- | --------- | ----------------- | ------------------------------------ | ---- | -------- |
| 26-3-2017  | Белфаст    | Північна Ірландія | 2 – 0     | Норвегія          | Відбір до ЧС 2018                    | -    | 75'      |
| 10-6-2017  | Осло       | Норвегія          | 2 – 0     | Чехія             | Відбір до ЧС 2018                    | -    |          |
| 13-6-2017  | Осло       | Норвегія          | 1 – 1     | Швеція            | товариський матч                     | -    | 46'      |
| 1-9-2017   | Осло       | Норвегія          | 2 – 0     | Азербайджан       | Відбір до ЧС 2018                    | -    |          |
| 4-9-2017   | Штутгарт   | Німеччина         | 6 – 0     | Норвегія          | Відбір до ЧС 2018                    | -    | 46'      |
| 5-10-2017  | Серравалле | Сан-Марино        | 0 – 8     | Норвегія          | Відбір до ЧС 2018                    | -    | 46'      |
| 8-10-2017  | Осло       | Норвегія          | 1 – 0     | Північна Ірландія | Відбір до ЧС 2018                    | -    |          |
| 2-6-2018   | Рейк'явік  | Ісландія          | 2 – 3     | Норвегія          | товариський матч                     | -    | 46'      |
| 6-6-2018   | Осло       | Норвегія          | 1 – 0     | Панама            | товариський матч                     | -    | 46'      |
| 6-9-2018   | Осло       | Норвегія          | 2 – 0     | Кіпр              | Ліга націй УЄФА 2018-2019            | -    | 69'      |
| 9-9-2018   | Софія      | Болгарія          | 1 – 0     | Норвегія          | Ліга націй УЄФА 2018-2019 - 1-й етап | -    | 57' 78'  |
| 19-11-2018 | Нікосія    | Кіпр              | 0 – 2     | Норвегія          | Ліга націй УЄФА 2018-2019 - 1-й етап | -    | 90+2'    |
| Усього     |            | Матчів            | 12        |                   | Голів                                | 0    |          |

## Особисте життя
Сандер Берге походить з баскетбольної ігрової сім'ї — його батько, матір, шведка за національністю, та старший брат займались баскетболом на високому рівні. Його брат зокрема грав у баскетбольних командах вищого дивізіону Норвегії «Сентрум Тайгерз» і «Аскер Еліанс».
Також Сандер є онуком колишнього захисника «Волеренги» Рагнара Берге, який виступав за команду з 1945 по 1957 рік, а також провів одну гру за збірну Норвегії.

## Титули і досягнення
- Чемпіон Бельгії (1):

Генк: 2018-19
- Володар Суперкубка Бельгії (1):

Генк: 2019